# Bengt Wallerström
Bengt Natanael Wallerström, född 14 januari 1904 i Halmstad, död 23 juli 1983 på Lidingö, var en svensk kompositör och cellist.
Wallerström spelade cello för Felix Körling under sex år. Han engagerades vid Radiotjänst där han var programledare för musikaliska barnprogram 1925–1935 tillsammans med sin bror August Wallerström samt deras svägerska Ingrid Wallerström. Hans första samling med barnvisor Knäck-kalaset – skapad tillsammans med dessa två – gavs ut 1924.
Bengt Wallerström är begravd på Skogskyrkogården i Stockholm.

## Filmmusik
- 1940 – Vi tre
- 1946 – Driver dagg faller regn
- 1947 – Tösen från Stormyrtorpet
- 1951 – Skeppare i blåsväder
- 1951 – Frånskild
- 1951 – Sommarlek